# Station Tempelhof
Tempelhof is een station van de S-Bahn van Berlijn, gelegen aan de Tempelhofer Damm in het Berlijnse stadsdeel Tempelhof. Het S-Bahnstation opende op 1 januari 1872, zij het op een iets andere locatie dan tegenwoordig, en ligt aan de Ringbahn. Het gelijknamige metrostation, onderdeel van lijn U6, is in gebruik sinds 22 december 1929.

## S-Bahn
Tussen 1867 en 1871 ontstond het eerste deel van de Ringbahn, een ringspoorweg die een aantal reeds bestaande Berlijnse kopstations met elkaar moest verbinden. Ook de plattelandsgemeente Tempelhof kreeg aan deze lijn een station, dat op 1 januari 1872 zijn deuren opende en ter hoogte van de Manteuffelstraße lag. In 1895 verplaatste men het station een kleine 500 meter naar het oosten, waardoor het op zijn huidige locatie kwam te liggen. Er stopten met stoom bedreven (voor)stadstreinen, daarnaast was er een goederenstation. Het station was vooral van belang voor het Pruisische leger, want in de directe omgeving bevond zich het hoofdkwartier van het Garde-Train-Bataillon, dat verantwoordelijk was voor het leveren van munitie en foerage aan de troepen.
In de jaren twintig begon de elektrificatie van diverse voorstadslijnen in en rond Berlijn, hetgeen uiteindelijk tot de vorming van het S-Bahnnet zou leiden. Op 6 november 1928 stopten de eerste elektrische treinen in station Tempelhof. De naoorlogse deling van Berlijn luidde de neergang van station Tempelhof in. Het S-Bahnnet werd ook in het westen van de stad bedreven door de Oost-Duitse spoorwegen (Deutsche Reichsbahn), hetgeen leidde tot een boycot door West-Berlijnse reizigers, vooral na de bouw van de Berlijnse Muur in 1961. In september 1980 kwam het tot een staking van het West-Berlijnse S-Bahnpersoneel. Als gevolg hiervan stopte de DR de dienst op bijna alle trajecten in het westen van de stad. Ook de Ringbahn zou niet meer bediend worden; station Tempelhof sloot zijn deuren.
In januari 1984 nam het Berlijnse stadsvervoerbedrijf, de BVG, het westelijke deel van het S-Bahnnet over van de DR. Een aantal lijnen werd gesaneerd en opnieuw in dienst genomen, maar de Ringbahn bleef voorlopig buiten gebruik. In 1989 begon men alsnog aan de sanering van de zuidelijke ringlijn. Op 17 december 1993, vier jaar na de val van de Muur, werd de lijn heropend en gingen er weer treinen stoppen in station Tempelhof.

S-Bahnstation Tempelhof beschikt over een eilandperron en twee sporen. De uitgangen, die ook toegang geven tot het metrostation, bevinden zich aan de oostzijde. Kenmerkend voor het station is het voormalige seinhuis dat als een brug over het westelijke deel van het perron gebouwd is. Station Tempelhof wordt sinds het herstel van de volledige Ringbahn bediend door de S-Bahnlijnen S41 (ring met de klok mee), S42 (tegen de klok in), S45 (Flughafen BER – Terminal 1-2 – Südkreuz) en S46 (Königs Wusterhausen – Westend).